# Anders Retzius
Anders Adolf Retzius (født 13. oktober 1796 i Lund, død 18. april 1860 i Stockholm) var en svensk anatom og antropolog. Retzius var søn af naturforskeren Anders Jahan Retzius, sønnesøn af lægen Nils Retzius og broder til den ansete læge i Stockholm Magnus Christian Retzius. Han var far til Gustaf Retzius.
Retzius studerede i Lund og senere i København, hvor han navnlig lagde sig efter sammenlignende anatomi under Jacobson og Reinhardt senior. Han tog doktorgraden i Stockholm i 1819 og blev 1821 lærer ved veterinærskolen der. Fra 1824 til sin død var han knyttet til Det Karolinske Institut, hvis bærende kraft han var i en menneskealder, og som han udviklede til en medicinsk læreanstalt af høj rang; 1835 grundlagde han dets anatomisk-fysiologiske samlinger.

## Skaber af antropologien
Ved siden af sin virksomhed som professor i anatomi udfoldede Retzius en meget betydelig produktivitet som forsker; hans egentlige område var den sammenlignende anatomi, som skylder ham en lang række vigtige opdagelser og undersøgelser, men mest kendt er han blevet som skaber af den moderne antropologi.
Et af hans første arbejder i denne retning var en indgående og fældende kritik af frenologien; derefter kom han på foranledning af Sven Nilsson ind på studiet af svenskernes hovedform og holdt på Naturforskermødet i Stockholm 1842 et epokegørende foredrag om Formen af Nordboernes Kranier, der vakte stor opsigt og blev oversat på flere sprog. Det banebrydende i dette arbejde var indførelsen af en sondring mellem kortskallede og langskallede menneskeracer med benyttelse af forholdet mellem kraniets bredde og længde, en sondring, der hurtig vandt almindelig anerkendelse og fik stor betydning i sin tid.
Retzius mente, at individets mentale og moralske værdi skulle bestemmes ved at måle individets kranium. Ifølge ham var den europæiske stenalderbefolkning kortskaller, mens de mere progressive bronzefolk var langskaller. Langskallerne stod over kortskallerne i mental formåen. Retzius mente, at der stadig var kortskaller tilbage i Europa, nemlig blandt samerne og finnerne (de var altså at betragte som en laverestående race end den hvide nordiske race, som også Hatt mente i 1940'erne).

## Hæder
Retzius var en af Sveriges betydeligste videnskabsmænd, en fremragende lærer og en usædvanlig repræsentativ personlighed, som gennem sit intime forhold til talrige lærde rundt om i Europa bragte sit lands videnskabelige liv impulser af stor værdi. Hans virksomhed fandt fortjent påskønnelse, såvel hjemme som ude, og talrige lærde selskaber i alle lande optog ham som medlem. Det svenske Lægeselskab anlagde 14 dages sorg ved hans død og rejste ham et mindesmærke foran hovedindgangen til Det Karolinske Institut.